# Burlington (Indiana)
Burlington è un comune degli Stati Uniti d'America, situato nello Stato dell'Indiana, nella contea di Carroll.